# Johan Clarey
Johan Clarey (n. 8 ianuarie 1981, Annecy, Franța) este un schior alpin ce a reprezentat Franța, medaliat olimpic. A participat la 4 ediții ale Jocurilor Olimpice (2010, 2014, 2018, 2022) în care a câștigat o medalie de argint.